# Мако Ивамацу
Мако Ивамацу (јап. 岩松 マコ; Кобе, 10. децембар 1933 — Сомис, Округ Вентура, 21. јул 2006) био је јапански глумац. Многе његове улоге су потписане једноставно као Мако где се изоставља његово презиме.
Мако се преселио код родитеља у САД и студирао архитектуру. Током служења војног рока, открио је таленат за позориште и филм у Пасадени. Године 1966. номинован је за Оскар у категорији најбољи споредни глумац. Постао је познат по улогама у холивудским филмовима, као што су Конан варварин и Конан уништитељ.
Преминуо је 21. јула 2006. године од канцера у 72 години.